# Observatoire du Haleakalā
L'observatoire du Haleakalā est un centre de recherche astronomique américain appartenant à l'Institut d'astronomie de l'Université de Hawaï, qui exploite certaines installations du site et qui accueille celles d'autres organisations, dont l'Air Force Research Laboratory (AFRL) et le Las Cumbres Observatory Global Telescope Network (LCOGTN). L'observatoire est situé au sommet du volcan Haleakalā sur l'île de Maui à 3 050 m d'altitude.

## Installations

### Observatoire solaire Mees
L'observatoire solaire Mees (MSO) est nommé d'après Kenneth Mees, depuis 1964. Il est constitué d'une coupole hébergeant plusieurs instruments partageant une monture commune.

### Pan-STARRS
Le Panoramic Survey Telescope and Rapid Response System (Pan-STARRS) est un réseau de télescopes de 1,8 m associé à un centre de calcul qui observe le ciel en permanence, et fournit des données astrométriques et photométriques précises des objets détectés. En détectant toute différence avec les observations plus anciennes des mêmes zones du ciel, il est conçu pour découvrir un très grand nombre de nouveaux astéroïdes, comètes, étoiles variables et autres objets célestes. Le télescope prototype PS1 est en service depuis 2008 et le PS2 depuis 2014.

### Télescope Faulkes
Le télescope Faulkes nord, partie du Faulkes Telescope Project, est un télescope Ritchey-Chrétien de 2 m possédé et exploité par le Las Cumbres Observatory Global Telescope Network.  Il fournit un accès à distance à un télescope de niveau recherche, principalement pour des étudiants du Royaume-Uni.

### Système de télémétrie laser TLRS-4
Le système de télémétrie laser TLRS-4 fait partie du International Laser Ranging Service (ILRS), qui fournit des données de télémétrie laser sur satellites et de réflecteur lunaire. Le TLRS-4 a remplacé une installation plus ancienne de façon à assurer la continuité des mesures. L'ancienne installation héberge maintenant les télescopes du projet Pan-STARRS.

### Observatoire de lumière zodiacale
L'observatoire de lumière zodiacale se compose actuellement de deux instruments. Le télescope Scatter-free Observatory for Limb Active Regions and Coronae (SOLARC ou SOLAR-C) est un coronographe hors-axe de 0,5 m qui est utilisé pour étudier la couronne du Soleil . Le Day-Night Seeing Monitor Telescope System (DNSM) fait des observations indépendantes des télescopes sur les perturbations de l'atmosphère au-dessus du Haleakala.

### Le complexe de surveillance spatiale de Maui
Le Air Force Office of Scientific Research (AFOSR) du laboratoire de recherche de l'armée de l'air américaine (AFRL) exploite le complexe de surveillance spatiale de Maui (Maui Space Surveillance Complex) (MSSC), qui fait partie du Air Force Maui Optical and Supercomputing observatory (AMOS).
Le MSSC comprend le Advanced Electro Optical System Telescope (AEOS) de 3,67 m, le système de surveillance spatiale de Maui (MSSS) et le Ground-based Electro-Optical Deep Space Surveillance (GEODSS). Le MSSS utilise plusieurs équipements optiques, dont un télescope de 1,6 m, deux télescopes de 1,2 m sur une monture commune, un rayon guide/suiveur de 0,8 m et une rayon guide laser de 0,6 m. Le GEODSS utilise deux télescopes de 1 m et un télescope de 0,38 m.
Le programme Near Earth Asteroid Tracking (NEAT) utilisa entre 2000 et 2007 un des deux télescopes GEODSS de 1 m.

### Télescope solaire Daniel-K.-Inouye
Le télescope Daniel-K.-Inouye (DKIST) est un télescope solaire de 4 m du National Solar Observatory,.